# Traugott Munkelt
Christian Traugott Munkelt (Prittitz, nu deelgemeente van Teuchern, 29 september 1846 - Lindenau, nu een wijk van Leipzig, 26 augustus 1918) was een Duits componist en dirigent. Hij was een zoon van het echtpaar Johann Christian Munkelt en Johanna Rosina Korn. 

## Levensloop
Munkelt kreeg al als jong muziekles en werkte in verschillende ensembles in Weißenfels mee. Bekend werd hij als blazer van de toren van de Mariakerk te Weißenfels en als lid van het stedelijk orkest van deze stad. Op 18-jarige leeftijd componeerde hij zijn eerste wals voor het "Weißenfelser Stadtorchester". Hij is als muzikant in verschillende steden werkzaam en werd op 23 mei 1873 stedelijk muziekdirecteur in Lützen. Maar op 8 mei 1875 neemt hij al ontslag, om helemaal te componeren. Munkelt verhuisde naar Lindenau, nu een wijk van Leipzig. Aldaar ontwikkelde hij zich tot een bekend componist en zijn melodieën en dansen worden tegenwoordig nog gezongen en gespeeld. 
Hij schreef vooral lichte muziek voor orkest en harmonieorkesten, maar ook werken voor koren, liederen en pianomuziek. In 1870 huwde hij met Wilhelmine Adaline Franke, met wie hij vier zonen en twee dochters had.

## Composities

### Werken voor orkest
- 1883 Infanterie u. Cavallerie, mars
- 1886 Die schöne Susanne, wals
- 1886 Lustige Weisen, selectie
- 1886 Volkslieder-Quadrille
- 1887 Hurrah! nach Afrika, mars (met koorzang)
- 1889 Jubel u. Trubel, ouverture
- 1889 Alexander-Quadrille
- 1890 Abschied vom Städtchen, mars
- 1890 Kommiss-Walzer od. Liebeserklärung eines Soldaten
- 1890 Nur einmal blüht im Jahr der Mai, nur einmal im Leben die Liebe, bravoure wals
- 1890 Mit vollem Dampf voraus, der Kurs bleibt der alte! - Deutscher Flottenmarsch, mars, op. 100
- 1892 Ein Melodiensträusschen, selectie voor groot orkest
- 1892 Kling-Klang, een verzameling van vrolijke liederen voor orkest
- 1893 Ein Rundgesang, commersliederen selectie voor orkest
- 1894 Lieb’ Lottchen, polka-mazurka
- 1894 Paraphrase über "Das Haidenröslein", voor orkest
- 1895 Ein musikalischer Guckkasten, selectie
- 1896 Erinnerung an 1870 und 1871, groot potpourri in zes schilderijen met intermezzi voor groot orkest
- 1896 Scherbelberg-Walzer
- 1897 Ein Prosit der Gemüthlichkeit, mars
- 1897 Steyrisches Lied, voor twee trompetten en orkest
- 1897 Mein Gruss in die Ferne, gavotte
- 1897 An Liebchens, Thüringische serenade voor hoorn (of trombone) en dwarsfluit met orkest
- 1897 Mein Herzblatt, mazurka voor trompet en orkest
- 1897 Paraphrase über "In einem kühlen Grunde"
- 1897 Mädel, nehmt das Herz in Acht, rheinländer
- 1898 Paula, das Radelmadel
- 1898 Der Dudelsack, walsen-selectie
- 1900 Das Feldlager der Buren, muzikale schilderij voor orkest
- 1900 Artisten-Quadrille
- 1904 Der lustige Sänger, selectie
- An der Tafelrunde, selectie van volksliederen
- Du, du, du nur allein, wals
- Zur Christbescheerung, selectie voor groot orkest

### Werken voor harmonieorkest
- 1883 Infanterie u. Cavallerie, mars
- 1887 Elvira-Quadrille
- 1888 Im Tanzsaale, verzameling van marsen en dansen voor groot koperensemble
- 1889 Bunte Reihe - Quadrille à la Cour
- 1890 Kommiss-Walzer od. Liebeserklärung eines Soldaten
- 1893 Leipziger Allerlei, selectie, op. 201
- 1897 Ein Prosit der Gemüthlichkeit, mars
- 1897 Preussen-Marsch (Ich bin ein Preusse)
- 1899 Ständchen-Kapelle, verzameling voor serenades van koralen, liederen, marsen en dansen voor harmonieorkest
- 1900 Das Feldlager der Buren, muzikale schilderij voor harmonieorkest
- Die Soldatenbraut
- Jägerbraut
- Militärfest-Ouvertüre
- Ouvertüre zu "Ein Sommerfest"
- Stiftungsfest

### Vocale muziek

#### Werken voor koor
- 1883 Infanterie u. Cavallerie, voor mannenkoor
- 1887 Hurrah! nach Afrika, mars
- 1894 Die schöne Muhme: "Schöne Muhme, ich liebe dich", humoristische mars voor mannenkoor
- Sag, ich laß sie grüßen, voor gemengd koor - tekst: Heinrich Heine
- Schlaf, müdes Herz, schlaf ein, voor mannenkoor a capella - tekst: Karl Ludwig Pfau (1821-1894)

#### Liederen
- 1890 Rendjeh Bliemchen aus Dräsen uff’n Eiffeldorme: "Ich war da neilich in Baris" (Sologegwassel mit dheilweiser Benitzung der Schdimmritze nebst Begleidung auf der Drahdkommode)
- 1890 O Maienzeit, o Liebestraum: "Wer hat das erste Lied erdacht", walslied voor zangstem en piano, op. 101
- 1891 Der Kaffeeklatsch od. Das lebendige Tageblatt, komieke scène voor 4 tot 5 dames (of heren) als zangsolisten met pianobegeleiding
- 1891 Es ist zum Teufel holen: "Es kommt ein armer Kerl daher", voor zangstem en piano
- 1892 Im schönen Lindenau: "Einst war in Lindenau", humoristisch walslied voor zangstem en piano
- 1893 Die schöne Muhme, marslied voor zangstem en accordeon (of piano), op. 108
- 1893 Zwei aus der Tanzstunde: "Ach ja, das Tanzen ist doch schön", dans-duetten voor twee mannenstemmen en piano
- 1893 Coupletten en liederen, voor zangstem en piano
  1. Das lässt mich kalt, das kann mich erwärmen: "Betracht’ ich mir das Treiben hier auf Erden", couplet
  2. Das zieht ein’m fasst die Stiefel aus: "Will Einem nicht behagen", couplet
  3. Die deutsche Sprache: "Sagt ein Vater zu dem Sohne", couplet
  4. Ich hätte beinah was gesagt: "Ich liebe die Verschwiegenheit", couplet
  5. Meine kritischen Tage od. Steig’ ich links ’mal aus dem Bett, so geht mir was de Quere: "Ich glaub’ zwar nicht an Gespenster", solo scène
- 1894 Musik-Instrumente: "Trompeten, Geigen und Posaunen", couplet voor zangstem en piano
- 1895 Die allerfeinsten Gigerln: "Wir, sind bekannt fast in jedem Salon", voor twee zangstemmen en piano
- 1895 Seh’n Sie, das ist kein Geschäft: "Es stolpert Nachts Freund Piefke auf der Strass’", couplet voor zangstem en piano
- 1896 Kathreiner’s Malz-Kaffee: "Manch’ Mittel wohl, ich sag’ es dreist", couplet voor zangstem en piano
- 1897 Die fidelen Reservisten: "Heut’ uns’re zwei Jahre abgeschrauht", humoristisch duet voor twee mannenstemmen en piano
- 1897 Fleischermeister Schmeerbauch: "Ein Fleischer ist ein wack’rer Mann", solo scène voor mannenstem en piano
- 1897 Die Schüchterne: "Ich bin, frei sei’s erzählet", solo scène voor vrouwenstem en piano
- 1897 Die erste Liebe, wals voor zangstem en piano, op. 300
- 1898 Am Pleissenstrand: "Am Pleissenstrand, wo weltbekannt das schöne Leipzig liegt", walslied voor zangstem en piano
- 1898 Kadettenstreiche oder "Die falsche Excellenz", humoristische ensemblescène voor 6 mannelijke zangstemmen en piano
- 1898 Schorschels erste Schiessübung, humoristisch duet met pianobegeleiding
- 1898 Der fidele Hausierer: "Halloh, Halloh, was ist hier los", humoristisch huwelijks voordracht voor zangstem en piano
- 1900 Herr und Frau Hauptmann, humoristische scène voor 1 vrouwelijke en 2 mannelijke zangstemmen en piano
- Wir gehen nach Lindenau, da ist der Himmel blau...

### Kamermuziek
- 1893 12 Tänze u. Märsche, voor 1 tot 6 brandweer signaalhoorns

### Werken voor piano
- 1882 Du bist mein!, rheinländer-polka
- 1883 Der Stiefelknecht, polka
- 1883 Infanterie u. Cavallerie, mars
- 1883 In der schönen Rosenzeit, rheinländer
- 1883 Nur immer fein modern!, polka
- 1887 Hurrah! nach Afrika, mars
- 1890 Kommiss-Walzer
- 1890 Nur einmal blüht im Jahr der Mai, wals
- 1890 Deutscher Flotten-Marsch, mars, op. 100
- 1891 Dort unten in der Stube sitzt ein hübscher Bube, wals, op. 102
- 1892 Loreley-Walzer unter Benutzung des alten Volksliedes, op. 120
- 1893 Die schöne Muhme, marslied, op. 108
- 1893 Die böse Sieben, polka
- 1894 Ballabend, 14 dansen voor piano
- 1894 Leipziger Allerlei, selectie voor piano, op. 201
- 1894 Uebers Jahr mein Schatz, wals
- 1894 Die Gigerlkönigin, rheinländer
- 1895 Unruhige Zeiten, quadrille
- 1896 Blumen-Quadrille
- 1897 Mädel hopp! hopp! hopp!, humoristische rheinländer, op. 260
- 1898 Am Bodensee, fantasie-mazurka, op. 302